# Suppli
Suppli (jap. サプリ Sapuri, dosł. „Suplement”) – manga autorstwa Mari Okazaki, która ukazywała się w japońskim czasopiśmie Feel Young od 8 października 2003 do 7 listopada 2009. W Polsce ukazywała się nakładem wydawnictwa Hanami od września 2007 do kwietnia 2011 roku. Manga przeznaczona jest dla osób dorosłych. Geneza tytułu wywodzi się od japońskiego napoju izotonicznego Supli, produkowanego przez firmę Kirin, z którym kojarzą się autorce kobiety. Dodatkowo za tytułem przemawiały suplementy diety, które schowane w szufladzie pełnią rolę talizmanu ochronnego.

## Fabuła
Życie nie rozpieszcza Minami Fujii. Ma ona ciągłe problemy osobiste i musi zmagać się z codziennymi wyzwaniami. Po siedmiu latach związku rozstaje się z chłopakiem. Odczuwa bezradność, samotność i zagubienie. Także w pracy staje przed zagrożeniami i trudnymi wyborami. Ma różne "przygody" ze swoimi przyjaciółmi i nowymi znajomymi z pracy.

## Bohaterowie
- Minami Fujii (藤井ミナミ) – główna bohaterka, pracująca w agencji reklamowej, postać ta powstała dzięki sentencji "Pracujące kobiety są dojrzałe", początkowo jej pierwowzorem jest Sazae Fuguta z japońskiego anime Sazae-san, po poznaniu Sahary jest jego przeciwieństwem[4]
- Yugi Yōko (柚木曜子)  – copywriter freelancer, przyjaciółka Fujii
- Tanaka Mizuho (田中ミズホ) – koleżanka z pracy Fujii, "typowy człowiek z agencji reklamowej"[4]
- Watanabe Yuki (渡辺ユキ) – pracownica działu administracyjnego agencji reklamowej, koleżanka Fujii, jej pierwowzorem jest kobieta, która wykonuje prace biurowe[4]
- Sahara Tōru (佐原徹) – kolega z pracy Fujii – fotograf, przeciwieństwo Ogiwary[4]
- Kōda Etsurō (高田悦郎) – zwany Kōetsu, kolega z pracy Fujii – producent, początkowo miał być gangsterem, jednakże wydawnictwo skrytykowało ten pomysł[4]
- Ishida Yuya (石田勇也) – dwa laty młodszy od Fujii kolega z pracy
- Ogiwara Satoshi (荻原 智) – kolega z pracy Fujii, typ mężczyzny pracujący w agencji reklamowej[4]

## Manga
| Nr | Język japoński   | Język japoński         | Język polski  | Język polski           |
| Nr | Data wydania     | ISBN                   | Data wydania  | ISBN                   |
| -- | ---------------- | ---------------------- | ------------- | ---------------------- |
| 1  | 30 czerwca 2004  | ISBN 978-4-396-76335-0 | wrzesień 2007 | ISBN 978-83-60740-03-3 |
| 2  | 8 marca 2005     | ISBN 978-4-396-76355-8 | listopad 2007 | ISBN 978-83-60740-04-0 |
| 3  | 18 stycznia 2006 | ISBN 978-4-396-76373-2 | styczeń 2008  | ISBN 978-83-60740-05-7 |
| 4  | 7 lipca 2006     | ISBN 978-4-396-76385-5 | marzec 2008   | ISBN 978-83-60740-07-1 |
| 5  | 8 lutego 2007    | ISBN 978-4-396-76401-2 | maj 2008      | ISBN 978-83-60740-10-1 |
| 6  | 25 lipca 2007    | ISBN 978-4-396-76411-1 | lipiec 2008   | ISBN 978-83-60740-12-5 |
| 7  | 8 września 2008  | ISBN 978-4-396-76440-1 | luty 2009     | ISBN 978-83-60740-18-7 |
| 8  | 7 marca 2009     | ISBN 978-4-396-76454-8 | listopad 2009 | ISBN 978-83-60740-31-6 |
| 9  | 8 lipca 2009     | ISBN 978-4-396-76464-7 | kwiecień 2010 | ISBN 978-83-60740-37-8 |
| 10 | 7 stycznia 2010  | ISBN 978-4-396-76482-1 | grudzień 2010 | ISBN 978-83-60740-58-3 |
| ex | 8 kwietnia 2010  | ISBN 978-4-396-76491-3 | kwiecień 2011 | ISBN 978-83-60740-59-0 |

## TV drama
W 2006 roku powstał na podstawie mangi japoński jedenastoodcinkowy dramat telewizyjny zatytułowany Sapuri. Wyreżyserował go Takeshi Narita i Taisuke Kawamura. W główne postaci wcielili się Misaki Itō (Minami Fujii), Kazuya Kamenashi (Yuya Ishida), Reina Asami (Yuri Watanabe), Ryô (Mizuho Tanaka).